# 阿旺松 (上阿尔卑斯省)
阿旺松（法語：Avançon，法語發音：[avɑ̃sɔ̃]）是法国上阿尔卑斯省的一个市镇，位于该省南部，属于加普区。

## 地理
阿旺松（44°31'31"N, 6°11'7"E）面积22.57 平方千米，位于法国普罗旺斯-阿尔卑斯-蓝色海岸大区上阿尔卑斯省，该省份为法国东南部内陆省份，北起萨瓦省，西北接伊泽尔省，西南接德龙省，南至上普罗旺斯阿尔卑斯省，东北部与意大利接壤。
与阿旺松接壤的市镇（或旧市镇、城区）包括：新拉巴蒂、旧拉巴蒂、埃斯皮纳斯、蒙加尔丹、圣艾蒂安勒洛、泰于。

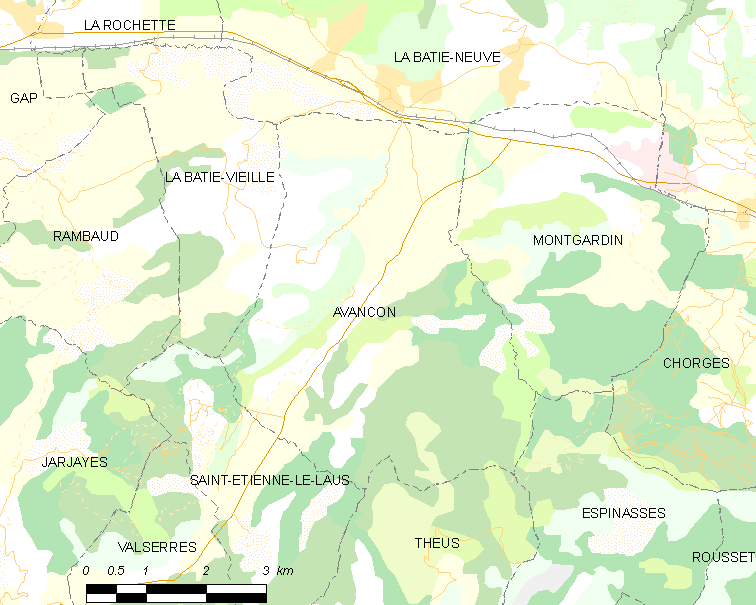
的OSM定位图

阿旺松的时区为UTC+01:00、UTC+02:00（夏令时）。

## 行政
阿旺松的邮政编码为05230，INSEE市镇编码为05011。

## 政治
阿旺松所属的省级选区为塔拉尔县。

## 人口

1962-2008年间人口变化图示

阿旺松于2022年1月1日时的人口数量为418人。